# Coupe Spengler 1962
Navigation
Édition précédente Édition suivante
La Coupe Spengler 1962 est la 36e édition de la Coupe Spengler. Elle se déroule en décembre 1962 à Davos, en Suisse.

## Règlement du tournoi
Les six équipes sont réparties en deux groupes de trois équipes. Le groupe A est composé du EC Klagenfurt AC, du Sparta Prague Sokolovo et du Hockey Club Viège. Le groupe B est composé du Hockey Club Davos, du EV Füssen et du Forshaga IF
Les équipes jouent un match contre chacune des autres équipe de son groupe. La deuxième équipe du groupe A rencontre la deuxième équipe du groupe B pour la 3e place. Les premiers de chaque groupe se rencontrent afin de déterminer le vainqueur de la Coupe Spengler.

## Résultats

### Phase de groupes

#### Groupe A
| Clt   | Équipe                 | PJ | V | VP | D | DP | BP | BC | Pts |
| ----- | ---------------------- | -- | - | -- | - | -- | -- | -- | --- |
| +001, | Sparta Prague Sokolovo | 2  | 2 | 0  | 0 | 0  | 18 | 3  | 4   |
| +002, | EC Klagenfurt AC       | 2  | 1 | 0  | 1 | 0  | 6  | 11 | 2   |
| +003, | HC Viège               | 2  | 0 | 0  | 2 | 0  | 6  | 16 | 0   |

- Qualifié directement pour les demi-finales

| décembre | EC Klagenfurt AC | 1-7 | Sparta Prague Sokolovo |  |

| décembre | EC Klagenfurt AC | 5-4 | HC Viège |  |

| décembre | Sparta Prague Sokolovo | 11-2 | HC Viège |  |

#### Groupe B
| Clt   | Équipe      | PJ | V | VP | D | N | BP | BC | Pts |
| ----- | ----------- | -- | - | -- | - | - | -- | -- | --- |
| +001, | EV Füssen   | 2  | 2 | 0  | 0 | 0 | 14 | 3  | 4   |
| +002, | Forshaga IF | 2  | 1 | 0  | 1 | 0 | 4  | 9  | 2   |
| +003, | HC Davos    | 2  | 0 | 0  | 2 | 0 | 2  | 8  | 0   |

- Qualifié directement pour les demi-finales

| décembre | Forshaga IF | 2-1 (pr) | HC Davos |  |

| décembre | EV Füssen | 6-1 | HC Davos |  |

| décembre | Forshaga IF | 2-8 | EV Füssen |  |

### Phase finale

#### Demi-finales
| 30 décembre | EV Füssen | 10-1 (4:0, 3:0, 3:1) | EC Klagenfurt AC | Eisstadion Davos |

| 30 décembre | Forshaga IF | 3-12 (0:4, 0:5, 3:3) | Sparta Prague Sokolovo | Eisstadion Davos |

#### Match pour la5eplace
| 31 décembre | HC Davos | 1-5 (1:1, 0:1, 0:3) | HC Viège | Eisstadion Davos |

#### Match pour la3eplace
| 31 décembre | EC Klagenfurt AC | 7-2 (5:1, 1:1, 1:0) | Forshaga IF | Eisstadion Davos |

#### Finale
| 31 décembre | Sparta Prague Sokolovo | 11-1 (5:1, 1:0, 5:0) | EV Füssen | Eisstadion Davos |